# Mas Sant Josep (Santa Cristina d'Aro)
El Mas Sant Josep és una obra eclèctica de Santa Cristina d'Aro (Baix Empordà) inclosa a l'Inventari del Patrimoni Arquitectònic de Catalunya.

## Descripció
Edificació al voltant d'un pati central de forma quadrada i amb unes torretes emplaçades als vertexs. A l'entrada principal s'alça una torre més elevada (planta i tres pisos) amb coberta de teula a dues vessants. Les torres cantoneres tenen planta i dos pisos i coberta a quatre vents, i els cossos intermedis són de planta i pis, amb coberta a dues vessants.
En un dels angles del conjunt hi ha adossada una capella.

## Història
És un conjunt atribuït a l'arquitecte Joan Martorell i Montells bastit el 1882.